# LLM01レーザー光モジュール

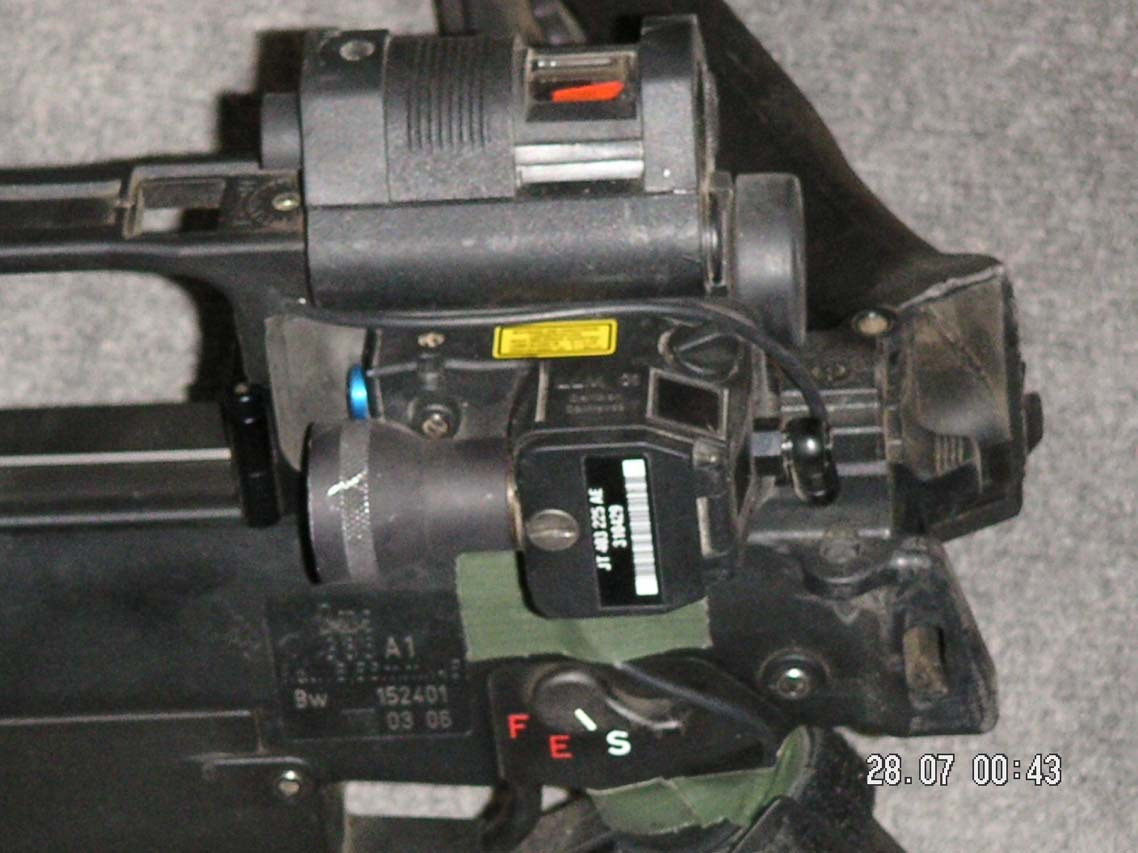
LLM01を取り付けたG36A1の側面

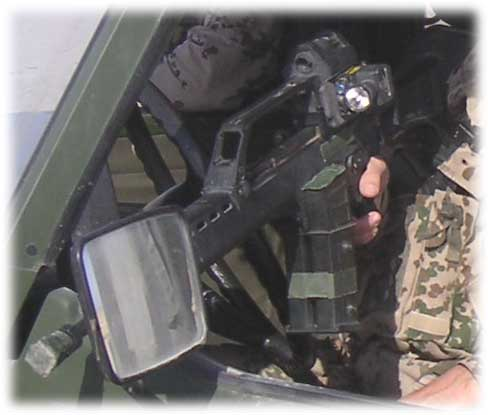
LLM01を取り付けたG36A1の前面

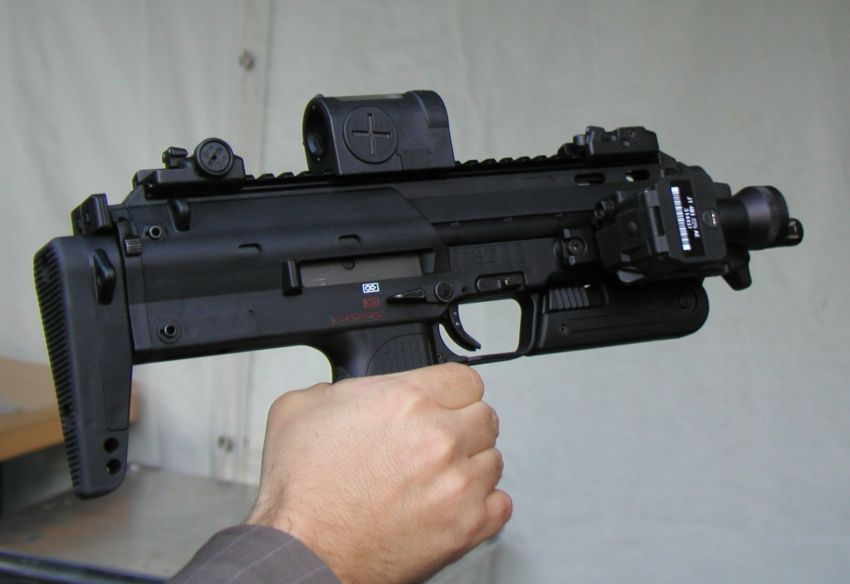
LLM01とツァイスRSAリフレックス・レッド・ドット・サイトを取り付けたMP7A1

LLM01レーザーライトモジュール（LLM01:Laser Light Module 01）は、後付け式の標的捕捉モジュールで、ドイツStockashのエリコン・コントラバス社で作られた。
金属製のインテグラル・クイック・リリース・クランプを使って、H&K G36 アサルトライフルのキャリングハンドルアダプターの左側に取り付けるように設計された。
G36 アサルトライフルのみならず、ほかの火器、たとえばH&K MP7短機関銃や、L85A2 アサルトライフルなどに取り付けることもできる。

## 操作モード
LLM01は、以下の「照射/照準」オプションを持つ。
- 白色フラッシュライト。明るさは90ルーメン以上で、暗闇の中では100m以上光が届く。
- 可視レーザーマーカー。IEC基準でクラス3R、ANSI基準でクラス3aの赤色のレーザーで、直視すると危険である。見え方は周りの光の状態によるが、素早い射撃に向いている。マーカーが見える距離は、日中は20m、暗闇の中では200m以上である。
- 赤外線（IR）レーザーマーカー。暗闇の中で200m以上先まで届くが、LUCIE（ドイツのIdZ近代化プログラムの一部）などの赤外線暗視装置を使わないと見えない。敵も赤外線暗視装置を持っていない限り、LLM01とその赤外線ビームが発見されることはない。
- 赤外線近接照射装置。赤外線LEDで、照射距離は最大10mである。
- 白色フラッシュライト・赤色レーザー・赤外線レーザー・赤外線照射装置の組み合わせ。照射と照準を同時に行うことが可能である。

LLM01は、上部にあるラベル付きの回転式セレクタースイッチを使って電源をオン・オフしたり、いくつもの照射オプションを選択したりすることができる。
また、LLM01にケーブルで接続された圧力スイッチを使って、LLM01を作動させることもできる。これは、G36 アサルトライフルなどの火器の、様々な位置に取り付けることができる。
LLM01のどちらのレーザーマーカーも、それを装着した火器にあわせて、それぞれ独立に、上下および左右の調整ができる。
LLM01は、30m防水である。
ドイツ陸軍は、通常のG36 アサルトライフルとそのバリエーションのアップグレードを開始し、それにG36A2という名称を与えている。
G36A2アップグレードキットには、3つのピカティニー・レールを持つ新しいハンドガードと、LLM01レーザーライトモジュールを操作するスイッチを埋め込んだハンドグリップが含まれている。

## 使用国
- オーストリア
- デンマーク
- ドイツ
- リトアニア
- オランダ
- イギリス